# Baumstreifenhörnchen
Die Baumstreifenhörnchen (Tamiops) sind eine in Ost- und Südostasien verbreitete Gattung der Hörnchen. Äußerlich sehen die den Streifenhörnchen sehr ähnlich.

## Merkmale
Wie die Streifenhörnchen haben Baumstreifenhörnchen fünf dunkle Längsstreifen auf dem Rücken. Verwandt sind Baumstreifenhörnchen allerdings mit den Echten Schönhörnchen, mit denen sie manchmal in einer gemeinsamen Gattung vereinigt werden. Die Kopfrumpflänge der Baumstreifenhörnchen beträgt 10 bis 16 cm, hinzu kommen 8 bis 11 cm Schwanz. Ihr Fell ist graubraun und mit 5 schwarzen Streifen im Wechsel mit 4 hellen Streifen auf dem Rücken.

## Lebensweise
Diese Hörnchen sind Baumbewohner. Je nach Verbreitungsgebiet leben sie in tropischen Regenwäldern, Laub- oder Nadelwäldern. Hier leben sie in Baumhöhlen und kommen tagsüber hervor, um Nüsse, Früchte und Samen sowie manchmal Insekten zu suchen.

## Systematik
Die Baumstreifenhörnchen wurden 1906 von Joel Asaph Allen beschrieben. Unterschieden werden sechs Arten:
- Küsten-Streifenhörnchen, Tamiops maritimus (Bonhote 1900), südöstliche Volksrepublik China, Taiwan, Vietnam, Laos
- Himalaya-Streifenhörnchen, Tamiops mcclellandii (Horsfield 1840), Himalaya, Arakan-Joma-Gebirge
- Kambodscha-Streifenhörnchen, Tamiops rodolphii (Milne Edwards 1867), Kambodscha sowie angrenzende Regionen Thailands, Laos’ und Vietnams
- Swinhoe-Streifenhörnchen oder Chinesisches Baumstreifenhörnchen, Tamiops swinhoei (Milne Edwards 1874), südliches China, nördliches Myanmar und Vietnam; isolierte Population in Hebei
- Mit dem Minshan-Zwergstreifenhörnchen (Tamiops minshanica Liu et al. 2022) wurde im Jahr 2018 eine neue Art dieser Gattung entdeckt. Sie kommt im Wanglang National Natural Reserve in Sichuan, China vor.[3]
- Tamiops barbei (Blyth, 1847) kommt östlich des Irrawaddy in Myanmar, in Thailand und auf der Malaiischen Halbinsel vor. Es bekam erst 2024 den Status einer eigenständigen Art.[4]

Wie die echten Streifenhörnchen kommen auch Baumstreifenhörnchen in den Kleintierhandel. Beide Gattungen werden ohne Unterschied unter dem Namen „Streifenhörnchen“ angeboten, da für einen Laien nicht erkennbar ist, dass es sich um zwei nicht miteinander verwandte Taxa handelt.

## Belege
1. ↑  Tamiops In: Richard W. Thorington Jr., John L. Koprowski, Michael A. Steele: Squirrels of the World. Johns Hopkins University Press, Baltimore MD 2012; S. 195 ff. ISBN 978-1-4214-0469-1
2. ↑  J.L. Koprowski, E.A. Goldstein, K.R. Bennett, C. Pereira Mendes: Genus Tamiops. In: Don E. Wilson, T.E. Lacher, Jr., Russell A. Mittermeier (Hrsg.): Handbook of the Mammals of the World: Lagomorphs and Rodents 1. (HMW, Band 6) Lynx Edicions, Barcelona 2016, ISBN 978-84-941892-3-4, S. 721–722.
3. 1 2  Shaoying Liu, Mingkun Tang, Robert W. Murphy, Yinxun Liu, Xuming Wang: A new species of Tamiops (Rodentia, Sciuridae) from Sichuan, China. In: Zootaxa. Band 5116, Nr. 3, 21. März 2022, ISSN 1175-5334, S. 301–333, doi:10.11646/zootaxa.5116.3.1 (mapress.com [abgerufen am 21. März 2022]).
4. 1 2  Arlo Hinckley, Jesús E. Maldonado, Noriko Tamura, Jennifer A. Leonard and Melissa T. R. Hawkins. 2024. Lost in Synonymy: Integrative Species Delimitation reveals Two unrecognized Species of Southern Asian Tree Squirrels (Rodentia: Sciuridae: Callosciurinae). Vertebrate Zoology. 74: 683-707. DOI: 10.3897/vz.74.e133467